# Sara Ledeboer

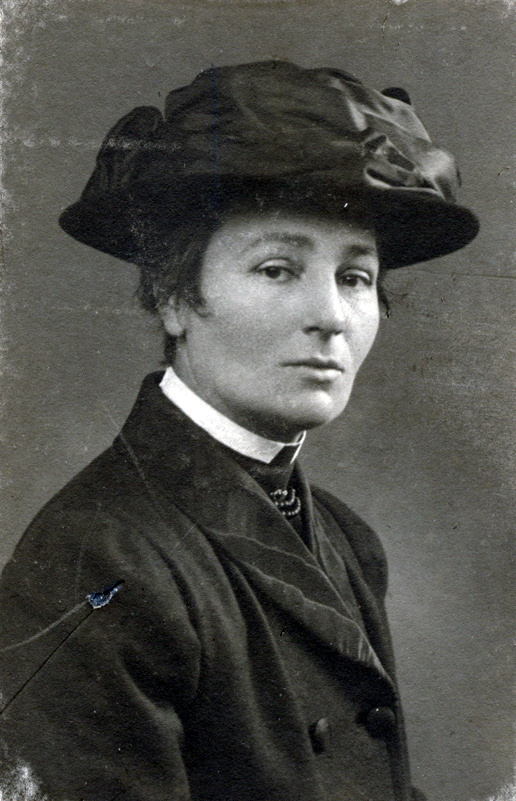
Sara Ledeboer, zwischen 1892 und 1902

Sara Ledeboer (* 20. August 1867 in Rotterdam; † 21. Februar 1952 ebenda) war eine niederländische Malerin und Zeichnerin.

## Leben und Werk
Sara Ledeboer besuchte die Academie voor Beeldende Kunsten Rotterdam (Akademie der Schönen Künste in Rotterdam, heutiger Name Willem de Kooning Academie) und die Rijksakademie van beeldende kunsten (Reichsakademie der Bildenden Künste / Amsterdamer Kunstakademie). Am 29. September 1892 heiratete sie in Rotterdam den Künstler Johannes Gerardus Heijberg (1869–1952) und nannte sich Sara Heijberg-Ledeboer.

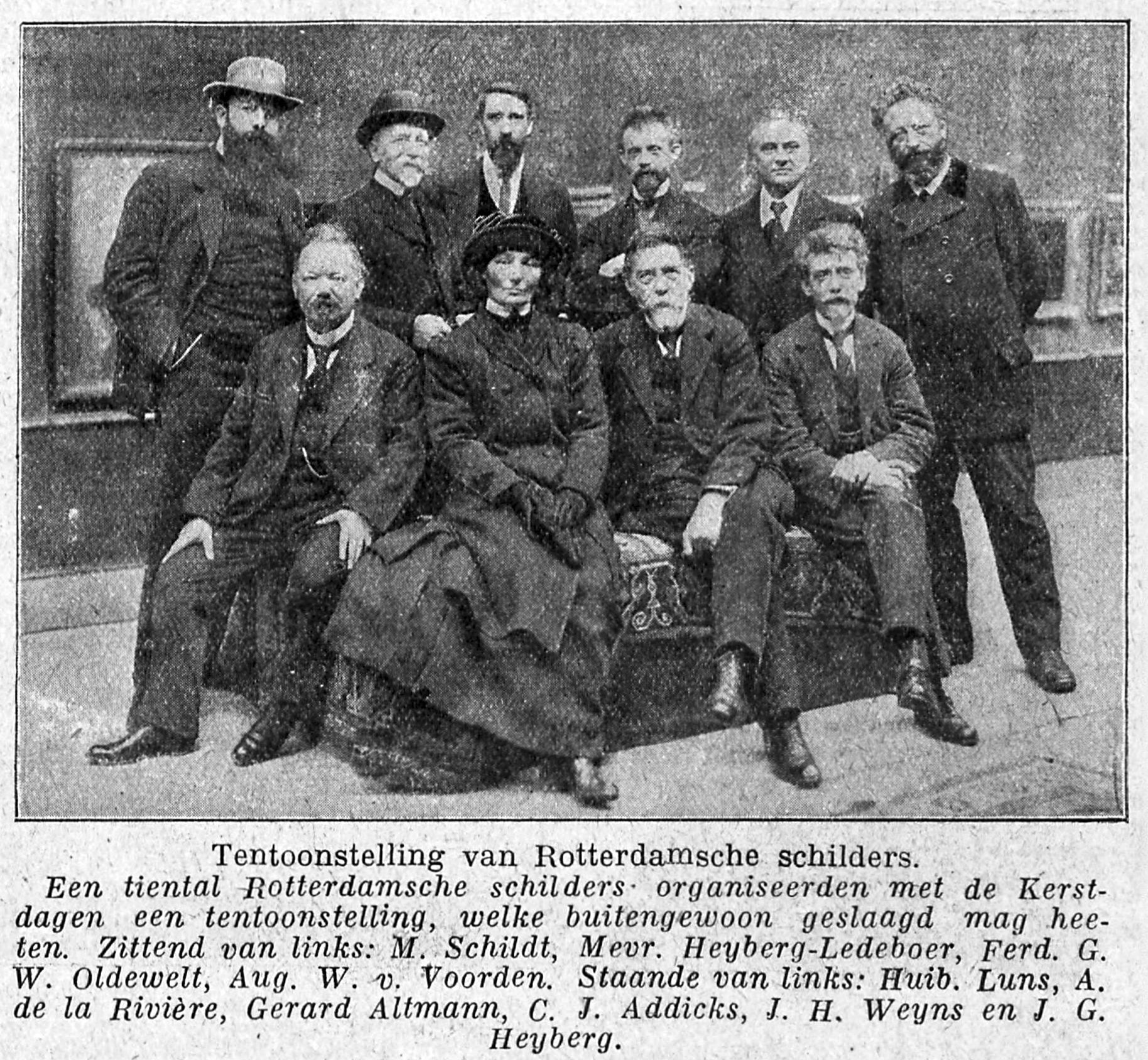
Ausstellung von De Rotterdamsche Tien, Zeitungsbericht im „Tilburgse Courant“ vom 16. Januar 1916

1905 wurde sie Mitglied der Kunstenaarsvereniging Sint Lucas in Amsterdam und schloss sich 1916 dem Künstlerklub De Rotterdamsche Tien an, Ab 1915 stellte sie als einzige Frau mehrmals mit De Rotterdamsche Tien aus, dem neben Ledeboer und ihrem Mann auch Christiaan Johannes Addicks, Gerard Altmann, Huib Luns, Ferdinand Oldewelt, Adriaan de la Rivière, Martin Schildt, August Willem van Voorden und Jan Harm Weijns angehörten.
Zu ihren Motiven gehörten Genrebilder, Landschaften und Porträts, insbesondere von Mädchen und Frauen sowie Stillleben. Sie beteiligte sich zwischen 1891 und 1903 an Ausstellungen in Amsterdam, Arnheim, Rotterdam und Groningen. Werke von ihr befinden sich im Museum Boijmans Van Beuningen in Rotterdam.
Sara Heijberg-Ledeboer und ihr Mann wohnten in der Jericholaan/Ecke Kralingse Plaslaan in Rotterdam. Bei einem Gasaustritt in ihrer Wohnung am 18. Januar 1952 starb Johannes Gerardus Heijberg an einer Gasvergiftung, Sara Heijberg-Ledeboer wurde in das „Krankenhaus am Bergweg“ gebracht, wo sie am 21. Februar 1952 ebenfalls starb. Das Paar wurde auf dem Algemene Begraafplaats Crooswijk beigesetzt.

## Ausstellungen (Auswahl)

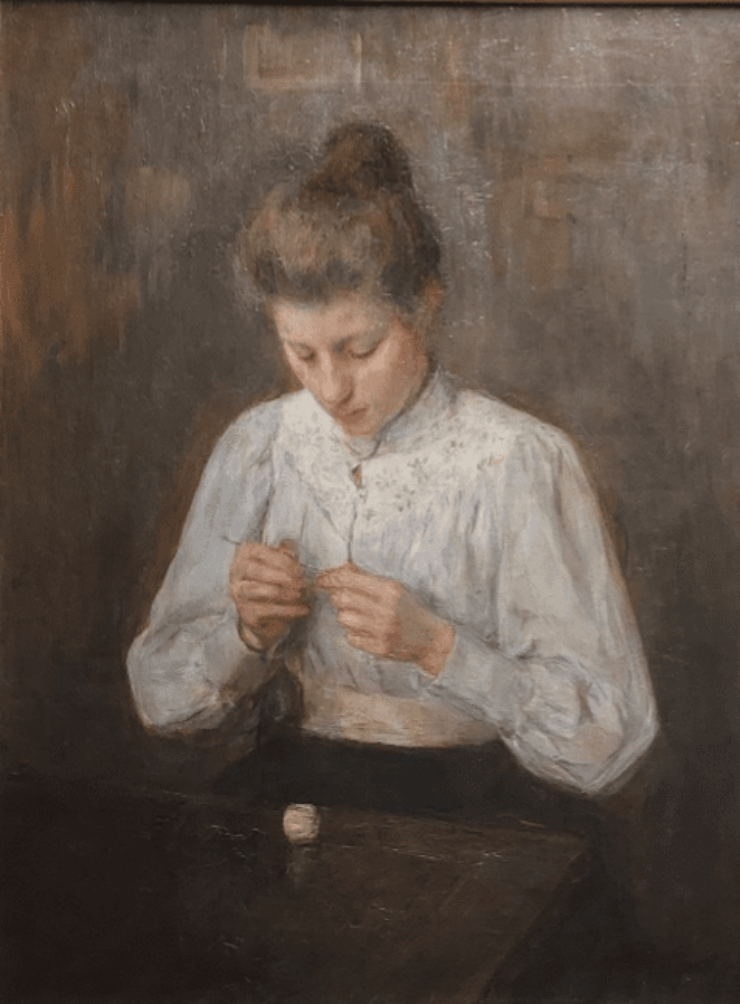
Haakstertje

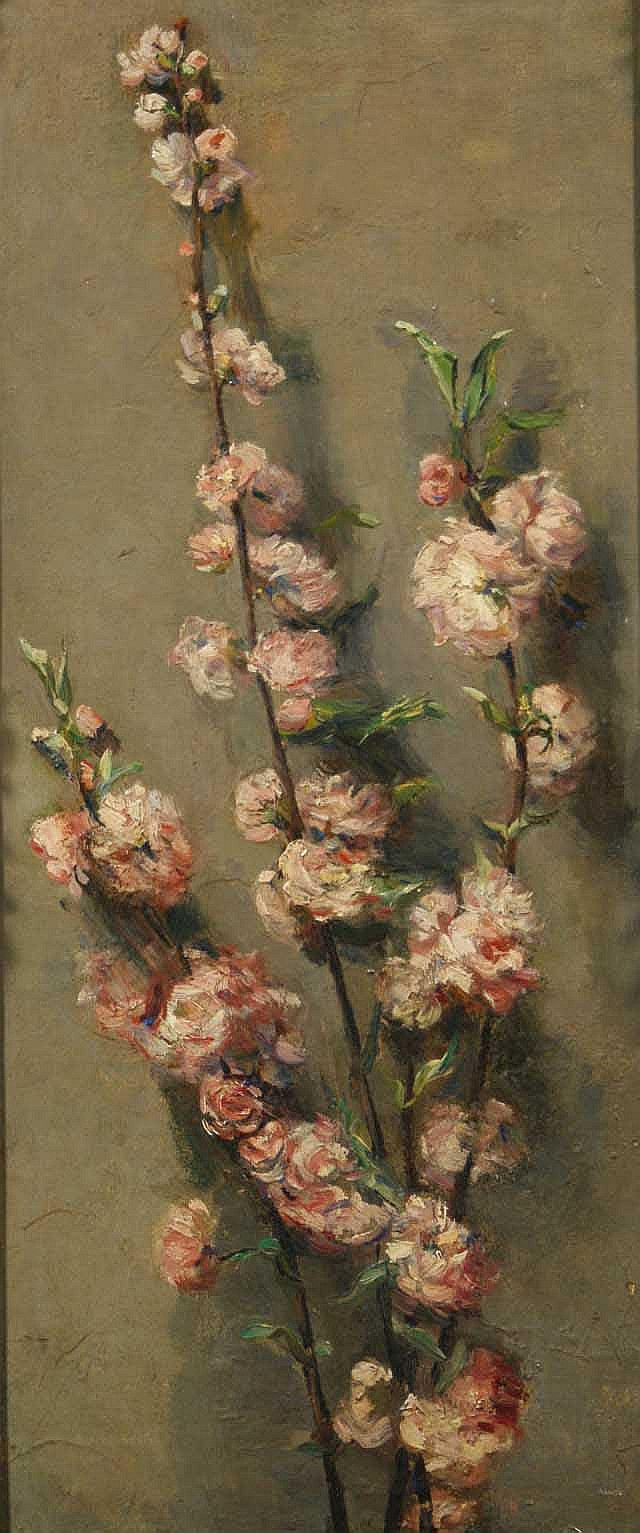
Meibloemen

- 1905: 15. Jahresausstellung der Vereeniging Sint Lucas, Stedelijk Museum Amsterdam
- 1906: Jubiläumsausstellung der Vereeniging Sint Lucas anlässlich seines 25-jährigen Bestehens, Stedelijk Museum Amsterdam
- 1907: 17. Jahresausstellung der Vereeniging Sint Lucas, Stedelijk Museum Amsterdam
- 1907: Stedelijke tentoonstelling van kunstwerken van levende meesters, Stedelijk Museum Amsterdam
- 1908: 18. Jahresausstellung der Kunstwerke der Vereinsmitglieder der Vereeniging Sint Lucas, Stedelijk Museum Amsterdam
- 1914: 23. Jahresausstellung der Kunstwerke der Vereinsmitglieder der Vereeniging Sint Lucas, Stedelijk Museum Amsterdam
- 1915: 10 Rotterdammers, Academie voor Beeldende Kunsten en Technische Wetenschappen Rotterdam (heute Willem de Kooning Academie)
- 1916: 2. Mitgliederausstellung der Künstlergruppe De Rotterdamsche Tien, Panoramagebouw Amsterdam
- 1939: Onze kunst van heden, Rijksmuseum Amsterdam
- 1940: 50. Ausstellung der Kunstwerke der Vereinsmitglieder der Vereeniging Sint Lucas, Stedelijk Museum Amsterdam
- 1948: Herbstausstellung Kunstzinnig Rotterdam, Museum Boijmans van Beuningen Rotterdam[3]